# فرودگاه اویادور کارلوس کمپوس

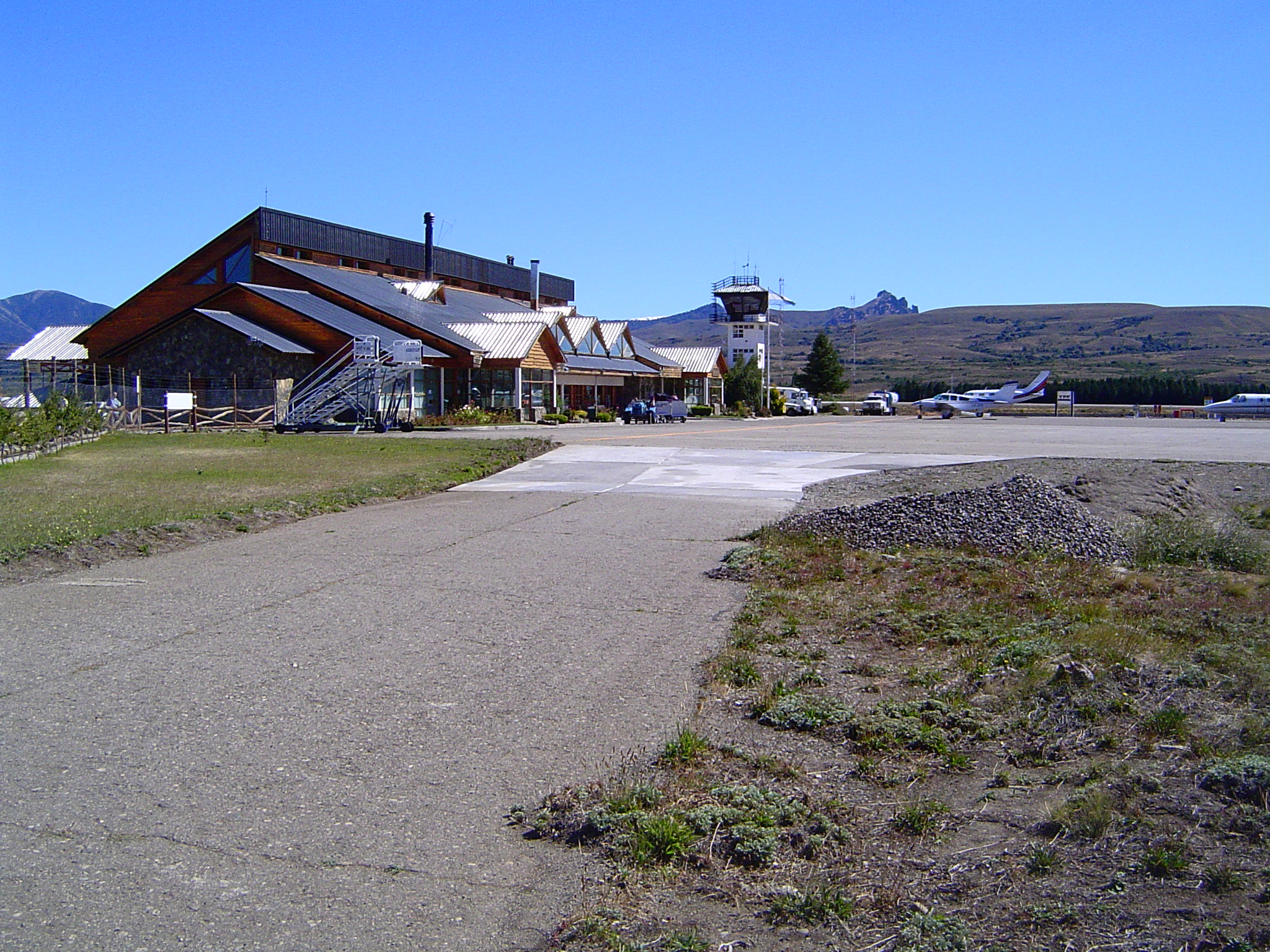
فرودگاه اویادور کارلوس کمپوس

فرودگاه اویادور کارلوس کمپوس (به انگلیسی: Aviador Carlos Campos Airport) (به زبان بومی: Aeropuerto de Chapelco - Aviador Carlos Campos) یک فرودگاه همگانی و نظامی با کد یاتا CPC است که یک باند فرود آسفالت دارد و طول باند آن ۲۵۰۰ متر است. این فرودگاه در کشور آرژانتین قرار دارد و در ارتفاع ۷۸۳ متری از سطح دریا واقع شده‌است.